# Jean II de Courtejoye
Jean II de Courtejoye est un seigneur de Grâce-Berleur.

## Biographie
Jean II de Courtejoye, fils de Jean I de Courtejoye, se maria par contrat de mariage en 1482 avec Agnès de Soheit dite d'Anthines, fille de Jean de Soheit dit d'Anthines, écuyer et échevin de Liège. Il est cité comme avoué de la seigneurie de Grâce pour la première fois en 1498 mais il aurait pu être avoué depuis la mort de son père en 1483.
Il eut trois enfants : Hellewy qui épousa Henri de Thiernesse, mayeur à Montegnée et de Grâce par la suite; Philippe et Valentin.